# Гузенко Максим Васильович
Максим Васильович Гузенко (нар. 8 червня 1981, Суми) — український громадський діяч, політик. Народний депутат України 9-го скликання.
Член Комітету Верховної Ради з питань аграрної та земельної політики.

## Життєпис
Закінчив Сумський національний аграрний університет (спеціальність «Агрономія»).
Гузенко є головою фермерського господарства. Працює директором ТОВ «Агрохім-Партнер». Кінцевий бенефіціар сільськогосподарського підприємства «Натон».
Він є керівником Відокремленого підрозділу Громадської спілки «Всеукраїнська асоціація дистриб'юторів насіння та засобів захисту рослин у Сумській області».
У 2015 році — кандидат у депутати Сумської міської ради від партії "Об'єднання «Самопоміч».
Кандидат у народні депутати від партії «Слуга народу» на парламентських виборах 2019 року (виборчий округ № 161, Ромни, Буринський, Липоводолинський, Недригайлівський, Роменський райони, частина Конотопського району). На час виборів: директор ТОВ «Агрохім-Партнер», живе в Сумах. Безпартійний.
У 2020 році, увійшов у топ-10 депутатів Верховної Ради, які задекларували найбільше земельних ділянок. 